# Karamesha
Karamesha är en ort i Azerbajdzjan.   Den ligger i distriktet Qax Rayonu, i den nordvästra delen av landet, 280 km väster om huvudstaden Baku. Karamesha ligger 307 meter över havet och antalet invånare är 109.
Terrängen runt Karamesha är varierad. Närmaste större samhälle är Qax, 7,6 km öster om Karamesha.
Omgivningarna runt Karamesha är en mosaik av jordbruksmark och naturlig växtlighet. Runt Karamesha är det ganska glesbefolkat, med 35 invånare per kvadratkilometer.